# Градус Фаренгейта
Гра́дус Фаренге́йта (обозначение: ℉) — единица измерения температуры. Назван в честь немецкого учёного Габриеля Фаренгейта, предложившего в 1724 году шкалу для измерения температуры.
На шкале Фаренгейта температура таяния льда равна +32 °F, а температура кипения воды +212 °F (при нормальном атмосферном давлении). При этом один градус Фаренгейта равен 1/180 разности этих температур. Диапазон 0…+100 °F по шкале Фаренгейта примерно соответствует диапазону −17,8…+37,8 °C по шкале Цельсия. По изначальному предложению ноль по шкале Фаренгейта определялся по самоподдерживающейся температуре смеси воды, льда и хлорида аммония (соответствует примерно −17,8 °C), а +96 °F — температуре тела здорового человека (во рту, по современной шкале +98 °F). Нормальная температура человеческого тела по шкале Цельсия равна +36,6 °C, а по шкале Фаренгейта — +97,88 °F. Шкалы Цельсия и Фаренгейта пересекаются в точке −40 единиц, где указывают на одинаковую температуру. Абсолютному нулю на шкале Фаренгейта соответствует значение −459,67 °F.

## Преобразование
Преобразование температуры по шкале Фаренгейта в температуру по шкале Цельсия:
{\displaystyle t_{C}={5 \over 9}\cdot \left(t_{F}-32\right).}
Преобразование температуры по шкале Цельсия в температуру по шкале Фаренгейта:
{\displaystyle t_{F}={9 \over 5}\cdot t_{C}+32.}

## Распространённость
Шкала Фаренгейта использовалась в англоязычных странах до 1960-х годов. Затем большинство этих стран перешло на Международную систему единиц (СИ) с кельвинами и градусами Цельсия.
В настоящее время шкалу Фаренгейта используют в быту как основную шкалу температуры в следующих странах:
- Багамские Острова[3];
- Белиз[4];
- Острова Кайман[5];
- Палау[6];
- США;
- Либерия;

В Канаде градусы Фаренгейта используются в дополнение к основной шкале — шкале Цельсия.